# Casper Bouman
Casper Bouman (La Haya, 2 de octubre de 1985) es un deportista neerlandés que compitió en vela en la clase RS:X. Ganó una medalla de oro en el Campeonato Mundial de RS:X de 2006.

## Palmarés internacional
| \| Campeonato Mundial \| Campeonato Mundial \| Campeonato Mundial \| Campeonato Mundial \| \| Año \| Lugar \| Medalla \| Clase \| \| ------------------ \| ------------------ \| ------------------ \| ------------------ \| \| 2006 \| Torbole (Italia) \| Medalla de oro \| RS:X \| |                  |                |       |
| Campeonato Mundial |                  |                |       |
| Año | Lugar            | Medalla        | Clase |
| 2006 | Torbole (Italia) | Medalla de oro | RS:X  |